# 2869 Nepryadva
2869 Nepryadva è un asteroide della fascia principale. Scoperto nel 1980, presenta un'orbita caratterizzata da un semiasse maggiore pari a 2,6374193 UA e da un'eccentricità di 0,1723044, inclinata di 12,88702° rispetto all'eclittica.